# Дагмар Нойбауер
Дагмар Нойбауер (нім. Dagmar Neubauer; дошлюбне прізвище — Рюбзам (нім. Rübsam); нар. 3 червня 1962) — німецька спринтерка.
На міжнародних змаганнях представляла НДР.

## Спортивні досягнення
Бронзова призерка олімпійських змагань з естафетного бігу 4×400 метрів (1988). Зупинилась на півфінальній стадії олімпійських змагань з бігу на 400 метрів (1988).
Чемпіонка світу з естафетного бігу 4×400 метрів (1983, 1987). Фіналістка (7-е місце) змагань з бігу на 400 метрів на чемпіонаті світу (1983).
Переможниця Кубка світу з естафетного бігу 4×400 метрів (1981, 1985).
Чемпіонка Європи з естафетного бігу 4×400 метрів (1982). Фіналістка (6-е місце) змагань з бігу на 400 метрів на чемпіонаті Європи (1982).
Срібна (1982, 1985) та бронзова (1988) призерка чемпіонатів Європи в приміщенні з бігу на 400 метрів.
Переможниця Кубку Європи з естафетного бігу 4×400 метрів (1981). Має в активі також друге (1985) та третє (1983) місця у змаганнях з естафетного бігу 4×400 метрів на Кубках Європи.
Чемпіонка Європи серед юніорів з бігу на 400 метрів та естафетного бігу 4×400 метрів (1979).
Чемпіонка НДР з бігу на 400 метрів (1982) та естафетного бігу 4×400 метрів (1982, 1984). Чемпіонка НДР в приміщенні з бігу на 400 метрів (1981, 1982).
Ексрекордсменка світу з естафетного бігу 4×400 метрів — 3.19,04 (1982) та 3.15,92 (1984).

## Визнання
- Золотий орден «За заслуги перед Вітчизною» (1984)
- Бронзовий орден «За заслуги перед Вітчизною» (1986)
- Срібний орден «За заслуги перед Вітчизною» (1988)